# Конвенция о предупреждении преступления геноцида и наказании за него
Конвенция о предупреждении преступления геноцида и наказании за него была принята резолюцией 260 (III) Генеральной Ассамблеей Организации Объединённых Наций от 9 декабря 1948 года в Парижe. Конвенция вступила в силу 12 января 1951 года. Она устанавливает международный правовой статус понятия «геноцид» как тягчайшего преступления против человечества, а также даёт его юридическое определение. Являет собой кульминацию многолетней борьбы польского юриста еврейского происхождения Рафаэля Лемкина за установление юридической ответственности за уничтожение этнических групп и признание международным сообществом геноцида как преступления против человечества. Всем странам-участницам предписывается принимать меры к предотвращению и наказанию актов геноцида в военное и мирное время. Количество стран, ратифицировавших конвенцию, на сентябрь 2011 года достигает 141.

## Определение геноцида
Статья II определяет геноцид следующим образом:
...действия, совершаемые с намерением уничтожить, полностью или частично, какую-либо национальную, этническую, расовую или религиозную группу как таковую: 
а) убийство членов такой группы;
b) причинение серьёзных телесных повреждений или умственного расстройства членам такой группы;
с) предумышленное создание для какой-либо группы таких жизненных условий, которые рассчитаны на полное или частичное физическое уничтожение её;
d) меры, рассчитанные на предотвращение деторождения в среде такой группы;
e) насильственная передача детей из одной человеческой группы в другую.
— Конвенция о предупреждении преступления геноцида и наказании за него, Статья II
Статья III определяет наказуемые действия:

а) геноцид;
b) заговор с целью совершения геноцида;
с) прямое и публичное подстрекательство к совершению геноцида;
d) покушение на совершение геноцида;
е) соучастие в геноциде.
— Конвенция о предупреждении преступления геноцида и наказании за него, Статья III
Конвенция была принята для предупреждения действий, аналогичных Холокосту, совершённому Третьим Рейхом во время Второй мировой войны. Первая редакция Конвенции включала также убийства по политическим мотивам, но СССР и ряд других стран отказались считать действия, направленные против групп, идентифицированных по политическим или социальным признакам, геноцидом. В результате политического и дипломатического компромисса эти критерии были исключены.

### Субъективная сторона геноцида
К субъективной стороне геноцида относят вину в форме умысла (намерения) «уничтожить, полностью или частично, …группу как таковую». То есть если субъект преступления осознавал и хотел наступления определённых последствий в результате его действий. Ни в определении Рафаэля Лемкина, ни в резолюции ООН от 11 декабря 1946 года категории намерения не было.

### Субъект геноцида
Согласно Статье IV Конвенции о геноциде субъектом этого преступления выступают «лица, совершающие геноцид или какие-либо другие из перечисленных в статье III деяний, …независимо от того, являются ли они ответственными по конституции правителями, должностными или частными лицами». То есть субъектами преступления геноцида выступают физические лица. Что касается ответственности государств, то, согласно статье IX, «Споры между договаривающимися сторонами по вопросам толкования, применения или выполнения настоящей Конвенции, в том числе касающиеся ответственности государства за совершение геноцида или одного из других перечисленных в статье III, должны быть представлены в Международном Суде по просьбе любой из сторон в споре». Таким образом, вопрос ответственности государства за совершение геноцида решается Международным судом.